# Ukraiineț, Bratske
Ukraiineț (în ucraineană Українець) este un sat în comuna Petropavlivka din raionul Bratske, regiunea Mîkolaiiv, Ucraina.

## Demografie
Componența lingvistică a localității Ukraiineț
     Ucraineană (92,45%)
     Rusă (5,66%)
     Alte limbi (1,88%)
Conform recensământului din 2001, majoritatea populației localității Ukraiineț era vorbitoare de ucraineană (92,45%), existând în minoritate și vorbitori de rusă (5,66%).